# Cryptastichus
Cryptastichus is een geslacht van vliesvleugeligen uit de familie Eulophidae. De wetenschappelijke naam van dit geslacht is voor het eerst geldig gepubliceerd in 1998 door LaSalle.

## Soorten
Het geslacht Cryptastichus is monotypisch en omvat slechts de volgende soort:
- Cryptastichus sabo LaSalle, 1998